# جائزة إسبانيا الكبرى 1972
جائزة إسبانيا الكبرى 1972 هو سباق فورمولا 1 أقيم بتاريخ 1 مايو 1972 في مدريد، إسبانيا. كان الثالث من أصل 12 في بطولة العالم لسباقات الفورمولا واحد موسم 1972. حلّ البرازيلي إيمرسون فيتيبالدي أولا بينما جاء البلجيكي جاكي إيكس في المركز الثاني وحصل على المركز الثالث السويسري كلاي ريجاتسوني.